# Кларк Гребнер
Кларк Гребнер (англ. Clark Graebner; нар. 4 листопада 1943) — колишній американський тенісист.
Найвищу одиночну позицію світового рейтингу — 3 місце досяг 1967 року.
Здобув 29 одиночних та 11 парних титулів.
Найвищим досягненням на турнірах Великого шолома був фінал в одиночному розряді.
Завершив кар'єру 1976 року.

## Часова шкала результатів на турнірах Великого шлему
| W | Ф | ПФ | ЧФ | #Р | КТ | К# | DNQ | A | NH |

### Одиночний розряд
| Турнір                                 | 1960  | 1961  | 1962  | 1963  | 1964  | 1965  | 1966  | 1967  | 1968  | 1969  | 1970  | 1971  | 1972  | 1973  | 1974  | 1975  | SR     |
| -------------------------------------- | ----- | ----- | ----- | ----- | ----- | ----- | ----- | ----- | ----- | ----- | ----- | ----- | ----- | ----- | ----- | ----- | ------ |
| Відкритий чемпіонат Австралії з тенісу |       |       |       |       |       |       | ЧФ    |       |       |       |       |       |       |       |       |       | 0 / 1  |
| Відкритий чемпіонат Франції з тенісу   |       |       |       |       |       |       | 4р    |       |       |       |       |       | 3р    |       |       |       | 0 / 2  |
| Вімблдонський турнір                   |       |       |       |       | 1р    | 2р    | 2р    | 4р    | ПФ    | ЧФ    | ЧФ    | 3р    | 2р    |       | 1р    |       | 0 / 10 |
| Відкритий чемпіонат США з тенісу       | 2р    | 2р    | 1р    | 2р    | 3р    | 3р    | ЧФ    | Ф     | ПФ    | 2р    | 4р    | ЧФ    | 3р    | 1р    | 3р    | 1р    | 0 / 16 |
| Strike rate                            | 0 / 1 | 0 / 1 | 0 / 1 | 0 / 1 | 0 / 2 | 0 / 2 | 0 / 4 | 0 / 2 | 0 / 2 | 0 / 2 | 0 / 2 | 0 / 2 | 0 / 3 | 0 / 1 | 0 / 2 | 0 / 1 | 0 / 29 |

## Фінали за кар'єру

### Одиночний розряд: 20 (12–8)
| Результат | W/L | Дата | Турнір                                                              | Покриття   | Суперник               | Рахунок                 |
| --------- | --- | ---- | ------------------------------------------------------------------- | ---------- | ---------------------- | ----------------------- |
| Перемога  | 1.  | 1965 | Victorian Championships Куйонг (стадіон)\|Стадіон Куйонг, Австралія | grass      | Рой Емерсон            | 8–6, 7–5, 2–6, 1–6, 6–1 |
| Перемога  | 2.  | 1966 | Меріон, США                                                         | grass      | Стен Сміт              | 6–3, 6–4, 6–3           |
| Поразка   | 1.  | 1967 | Національний чемпіонат США, Forest Hills, N.Y.                      | grass      | Джон Ньюкомб           | 4–6, 4–6, 6–8           |
| Перемога  | 5.  | 1968 | U.S. Clay Court Championships, Milwaukee, U.S.                      | Ґрунт      | Стен Сміт              | 6–3, 7–5, 6–0           |
| Перемога  | 6.  | 1969 | Richmond WCT, Ричмонд, США                                          | Indoor     | Томас Кош              | 6–3, 10–12, 9-7         |
| Перемога  | 7.  | 1969 | New York City Indoor New York City, U.S.                            | Indoor     | Чарлі Пасарелл         | 6–2, 6–2                |
| Перемога  | 8.  | 1969 | U.S. Hard Court Championships, Sacramento, U.S.                     | Тверде     | Ерік Ван Діллен        | 6–4, 3–6, 4–6, 6–0, 7-5 |
| Перемога  | 9.  | 1969 | Southampton Invitation, Southampton, U.S.                           | Трава      | Боб Луц                | 6–2, 6–2, 6–4           |
| Перемога  | 10. | 1970 | Х'юстон, США                                                        | Ґрунт      | Кліфф Річі             | 2–6, 6–3, 5–7, 6–3, 6-2 |
| Поразка   | 2.  | 1971 | New York City Indoor New York City, U.S.                            | Indoor     | Желько Франулович      | 2–6, 7–5, 4–6           |
| Перемога  | 11. | 1971 | U.S. Indoor Championships, Солсбері, США                            | Indoor (i) | Кліфф Річі             | 2–6, 7–6, 1–6, 7–6, 6–0 |
| Поразка   | 3.  | 1971 | Гемптон, США                                                        | Тверде (i) | Іліє Настасе           | 5–7, 4–6, 6–7           |
| Поразка   | 4.  | 1971 | Х'юстон, США                                                        | Ґрунт      | Кліфф Річі             | 1–6, 2–6, 2–6           |
| Перемога  | 12. | 1971 | Меріон, США                                                         | Тверде     | Дік Стоктон (тенісист) | 6–2, 6–4, 6–7, 7–5      |
| Перемога  | 13. | 1971 | Саут-Орандж, США                                                    | Трава      | П'єрр Бартес           | 6–3, 6–4, 6–4           |
| Поразка   | 5.  | 1972 | Royal Albert Hall Indoor, Англія                                    | Тверде (i) | Кліфф Річі             | 5–7, 7–6, 5–7, 0–6      |
| Поразка   | 6.  | 1972 | Джексонвілл, США                                                    | Тверде (i) | Джиммі Коннорс         | 5–7, 4–6                |
| Перемога  | 14. | 1973 | Де-Мойн, США                                                        | Тверде (i) | Ніколас Калогеропулос  | 7–5, 4–6, 6–4           |
| Поразка   | 7.  | 1973 | Paramus, Нью-Джерсі, U.S.                                           | Тверде (i) | Джиммі Коннорс         | 1–6, 2–6                |
| Поразка   | 8.  | 1974 | Балтимор, США                                                       | Килим      | Сенді Меєр             | 2–6, 1–6                |

### Фінали в парному розряді: 22 (11–11)
| Результат | W/L | Дата | Турнір                                                   | Покриття   | Партнер            | Суперники                              | Рахунок       |
| --------- | --- | ---- | -------------------------------------------------------- | ---------- | ------------------ | -------------------------------------- | ------------- |
| Перемога  | 2.  | 1966 | Чемпіонат Франції, Roland Garros                         | clay       | Денніс Ролстрон    | Іліє Настасе Йон Ціріак                | 6–3, 6–3, 6–0 |
| Перемога  | 1.  | 1969 | U.S. National Clay Court Championships Індіанаполіс, США | Ґрунт      | Білл Боурі         | Дік Крілі Аллан Стоун                  | 6–4, 4–6, 6–4 |
| Перемога  | 2.  | 1970 | U.S. National Clay Court Championships Індіанаполіс, США | Ґрунт      | Артур Еш           | Іліє Настасе Йон Ціріак                | 2–6, 6–4, 6–4 |
| Поразка   | 1.  | 1971 | U.S. National Indoor Championships Солсбері, США         | Тверде (i) | Томас Кош          | Хуан Хісберт стар. Мануель Орантес     | 3–6, 6–4, 6–7 |
| Перемога  | 3.  | 1971 | Мейкон, США                                              | Тверде     | Томас Кош          | Желько Франулович Ян Кодеш             | 6–3, 7–6      |
| Поразка   | 2.  | 1971 | Гемптон, США                                             | Тверде (i) | Томас Кош          | Іліє Настасе Йон Ціріак                | 4–6, 6–4, 5–7 |
| Поразка   | 3.  | 1971 | U.S. National Clay Court Championships Індіанаполіс, США | Ґрунт      | Ерік ван Діллен    | Желько Франулович Ян Кодеш             | 6–7, 7–5, 3–6 |
| Перемога  | 4.  | 1971 | Меріон, США                                              | Тверде     | Джим Осборн        | Роберт Маккінлі Дік Стоктон (тенісист) | 7–6, 6–3      |
| Поразка   | 4.  | 1971 | Саут-Орандж, США                                         | Тверде     | Ерік ван Діллен    | Боб Кармайкл Том Леонард (тенісист)    | 4–6, 6–4, 4–6 |
| Поразка   | 5.  | 1971 | Лос-Анджелес, США                                        | Тверде     | Френк Фролінг      | Джон Александер Філ Дент               | 6–7, 4–6      |
| Поразка   | 6.  | 1972 | Вашингтон, США                                           | Килим      | Томас Кош          | Том Едлефсен Кліфф Річі                | 4–6, 3–6      |
| Поразка   | 7.  | 1972 | Бристоль, Англія                                         | Трава      | Лью Гоуд           | Боб Г'юїтт Фрю Макміллан               | 3–6, 2–6      |
| Перемога  | 5.  | 1973 | Балтимор, США                                            | Тверде (i) | Джиммі Коннорс     | Пол Геркен Сенді Меєр                  | 3–6, 6–2, 6–3 |
| Поразка   | 8.  | 1973 | Бірмінгем, США                                           | Тверде     | Йон Ціріак         | Пет Крамер Юрген Фассбендер            | 4–6, 5–7      |
| Перемога  | 6.  | 1973 | U.S. National Indoor Championships Salisbury, U.S.       | Тверде (i) | Іліє Настасе       | Юрген Фассбендер Хуан Хісберт стар.    | 2–6, 6–4, 6–3 |
| Перемога  | 7.  | 1973 | Гемптон, США                                             | Тверде (i) | Іліє Настасе       | Джиммі Коннорс Йон Ціріак              | 6–2, 6–1      |
| Поразка   | 9.  | 1973 | Луїсвілл, США                                            | Ґрунт      | Джон Ньюкомб       | Мануель Орантес Йон Ціріак             | 6–0, 4–6, 3–6 |
| Поразка   | 10. | 1974 | Балтимор, США                                            | Килим      | Овен Девідсон      | Юрген Фассбендер Карл Майлер           | 6–7, 5–7      |
| Поразка   | 11. | 1974 | Санкт-Петербург, США                                     | Тверде     | Чарлі Пасарелл     | Овен Девідсон Джон Ньюкомб             | 6–4, 3–6, 4–6 |
| Перемога  | 8.  | 1974 | La Costa WCT, США                                        | Тверде     | Чарлі Пасарелл     | Рой Емерсон Денніс Ролстрон            | 6–4, 6–7, 7–5 |
| Перемога  | 9.  | 1975 | Бока-Ратон, США                                          | Тверде     | Хуан Хісберт стар. | Юрген Фассбендер Хуан Хісберт стар.    | 6–2, 6–1      |
| Перемога  | 10. | 1976 | Boca Raton, U.S.                                         | Тверде     | Вітас Ґерулайтіс   | Брюс Менсон Балч Волтс                 | 6–2, 6–4      |